# ISO 3166-2:VE
Die Liste der ISO-3166-2-Codes für  Venezuela enthält die Codes für die 23 Bundesstaaten, das abhängige Gebiet und den Bundesdistrikt.

Die Codes bestehen aus zwei Teilen, die durch einen Bindestrich voneinander getrennt sind. Der erste Teil gibt den Landescode gemäß ISO 3166-1 (für  Venezuela VE), der zweite den Code für den Bundesstaat wieder.
Die aktuellen Codes stehen auf der Seite der ISO unter #iso:code:3166:VE zur Verfügung.

Die Codes wurden zweimal aktualisiert, im vierten Newsletter (ISO 3166-2:2002-12-10), um Vargas hinzuzufügen, und im fünften Newsletter (ISO 3166-2:2003-09-05) um den ehemaligen Status Amazonas' und Delta Amacuros von Bundesterritorien in Bundesstaaten zu ändern.

Bundesstaaten, abhängiges Gebiet und Bundesdistrikt in Venezuela

| Bundesstaat              | Code |
| ------------------------ | ---- |
| Amazonas                 | VE-Z |
| Anzoátegui               | VE-B |
| Apure                    | VE-C |
| Aragua                   | VE-D |
| Barinas                  | VE-E |
| Bolívar                  | VE-F |
| Carabobo                 | VE-G |
| Cojedes                  | VE-H |
| Delta Amacuro            | VE-Y |
| Dependencias Federales 1 | VE-W |
| Distrito Capital 2       | VE-A |
| Falcón                   | VE-I |
| Guárico                  | VE-J |
| Lara                     | VE-K |
| Mérida                   | VE-L |
| Miranda                  | VE-M |
| Monagas                  | VE-N |
| Nueva Esparta            | VE-O |
| Portuguesa               | VE-P |
| Sucre                    | VE-R |
| Táchira                  | VE-S |
| Trujillo                 | VE-T |
| Vargas                   | VE-X |
| Yaracuy                  | VE-U |
| Zulia                    | VE-V |

1 abhängiges Gebiet

2 Bundesdistrikt, (Caracas)